# 高橋諭一
高橋 諭一（たかはし ゆいち、1963年2月1日 - ）は、日本の作曲家、編曲家、ギタリスト、キーボーディスト。

## 略歴
北海道出身。大学在学中にCBS･ソニーオーディションに合格し卒業後上京。1990年ワーナー・パイオニアからシンガーソングライターとしてメジャーデビュー。シングル3枚とアルバム2枚を発表する。ソロ活動と並行して1980年代末より松田聖子等に楽曲を提供。当時の担当プロデューサー瀬戸由紀男の勧めで森高千里の楽曲制作陣に加わる。1992年頃より作編曲家・スタジオミュージシャンとしての活動に移行し、森高が音楽活動を休止する1999年まで多くの作曲・編曲・演奏を手がけた。1998年開校のアップフロントミュージックスクールにて約10年間アコースティックギター講座講師を務める。2000年以降はモーニング娘。、松浦亜弥などアップフロントグループ関連楽曲の編曲及び演奏を数多く手がけた。2012年より歌手に復帰した森高千里を再びサポート。レコーディングで編曲と演奏、ライブでバンマス、ギター、コーラスを務める。
代表作に「追伸」、森高千里「だいて」「ファイト!!」「素敵な誕生日」「SWEET CANDY」「SNOW AGAIN」(以上作曲)、森高千里「気分爽快」「ジン ジン ジングルベル」、三人祭「チュッ! 夏パ〜ティ」、松浦亜弥「♡桃色片想い♡」「Yeah! めっちゃホリディ」、ダブルユー「ロボキッス」、Berryz工房「ギャグ100回分愛してください」、モーニング娘。「SEXY BOY 〜そよ風に寄り添って〜」、清竜人「CAN YOU SPEAK JAPANESE?」(以上編曲)などがある。

## 概要
編曲
「(現代の曲に)昔のポップス的な要素を入れ込んでみたいっていう気持ちは常にあります」と語る。過去にフェイバリットとして挙げたミュージシャンはビーチ・ボーイズとフィル・スペクター。
ソロ時代
1990年10月10日、シングル「十月の雨」でソロデビュー。前年に作曲家として活動を開始している。来生たかおや村下孝蔵の流れを汲む実直なニューミュージック。ギター・スタイルはビートルズ、バーズ他、1960年代英米ロックの影響が強く感じられる。ソロ活動の停止は歌唱力に限界を感じたことと編曲に興味が移ったためとのこと。ヴォーカリスト経験を生かしたコーラスは後年高橋諭一の編曲の特色の一つとなった。
森高千里
森高千里は高橋諭一が最も長期にわたり楽曲制作協力を続けているアーティストである。森高の楽曲は1992年半ばまで斉藤英夫を中心として制作されていたが、同年11月のアルバム「ペパーランド」から森高が本格的に楽器を演奏することになり、それに応じてバンド形態のレコーディングチームが形成されていった。斉藤英夫とチームの共存体制は1995年秋まで続き、その後はチーム主導に移行している。
1989年から森高に楽曲を提供していた高橋諭一は瀬戸由紀男、前嶋康明、河野伸らと共にチームの中核を担い、様々な形でレコーディングに関わり現在に至っている。90年代中盤から後半にかけての活躍は特にめざましく、日本ではあまり類を見ないカントリー・ロックのヒット曲「素敵な誕生日」、雄大かつ叙情的なバラード「SNOW AGAIN」、中後期ビートルズサウンドの構築、シティ・ポップス系のアレンジなど、森高の音楽性の深化に大きく貢献した。
1992年から1997年までの森高の楽曲には編曲者が明記されていないものが多々見受けられるが、これはチームの合議またはセッションによるアレンジが多かったためと思われる。
ハロー!プロジェクト
ハロー!プロジェクト(以下ハロプロ)のプロデューサーつんく♂との関わりは1995年にシャ乱Q「ズルい女」のレコーディングを手伝って以来とのこと。1996、1997年にはつんくが作曲した鈴里真帆の楽曲を前述の森高チームと共にアレンジ、プロデュースしている。翌1998年にモーニング娘。がメジャーデビュー。デビュー曲モーニングコーヒーからレコーディングに参加するが、当時は森高千里の楽曲制作にウェイトを置いており、本格的にハロプロの編曲陣に加わるのは1999年11月のカントリー娘。「雪景色」辺りからとなる。
本来高橋諭一は穏健・端正な作風の持ち主だが、奇想に満ちたつんく♂の楽曲を手掛けることによりキュートでエキセントリックなアレンジの才能が開花。柔軟かつ個性的な編曲の数々を提供し続けている。当人は「ほかの人とは違うサウンドを作らなきゃという気持ちがありました」と当時ハロプロの楽曲を手掛けていた編曲家達の存在をアレンジの変化の理由として挙げている。モーニング娘。を手掛ける比率は比較的低く、ソロ歌手またはデビュー直後の新規ユニットを担当することが多い。
ライブ出演
1992年頃までシンガーソングライターとしてライブ活動を行う傍ら所属事務所の先輩にあたる村下孝蔵のツアーに帯同し松浦誠二と共に前座及びバックコーラスを務めた。長年スタジオワークに徹していたが2012年より本格的にライブ活動を再開。森高千里バンドのバンドリーダーを務めている。

## ソロ作品
全曲 作詞・作曲・編曲：高橋諭一（「くもり空」のみ作詞森高千里）

## シングル
- 十月の雨 (WPDL-4178 / 1990年10月10日)
  1. 十月の雨
  2. 牧場の息子
- くもり空 (WPDL-4201 / 1991年1月25日)
  1. くもり空
  2. インディアン
- 追伸 (WPDL-4243 / 1991年8月25日)
  1. 追伸
  2. 出会い ※全国労働金庫協会"春夏ローン"CMソング
  3. くもり空 (弾き語りバージョン)

### アルバム
- 風 (WPCL-185/WPTL-185 / 1990年10月25日)
  1. あの夏のコンパニオン
  2. タヒチの夜
  3. 夢
  4. 十月の雨
  5. 恋は乗りこなせないもの
  6. くもり空
  7. 牧場の息子
  8. インディアン
  9. 由比ヶ浜
  10. 宣教者
  11. 風

Keyboards, Programs, Guitar, Chorus:高橋諭一, Chorus:松浦誠二, Chorus:森高千里(5), Producer, Guitar:瀬戸由紀男
※正規盤未収録のカバー曲を含むプロモ盤『高橋諭一のすべて』（LCS-53 / 1990年）が存在する。収録曲は以下の10曲（7トラック）。「MR.TAMBOURINE MAN〜NOWHERE MAN〜PRETTY WOMAN」「LAUGHTER IN THE RAIN〜NEVER MY LOVE」「あの夏のコンパニオン」「十月の雨」「くもり空」「インディアン」「風」。本人による曲解説付き。
- 遠い街 (WPCL-547 / 1991年10月10日)
  1. 秋
  2. 潮風
  3. メロディ
  4. 追伸
  5. 夜の雨
  6. バーボン
  7. 別れ
  8. 郷愁
  9. 君を追いかけて
  10. すれちがい
  11. 遠い街
  12. 夕暮れ

Guitar, Keyboards, Programs, Chorus:高橋諭一, Recording Producer, Guitar:瀬戸由紀男, Producer:藤田哲朗

## 森高千里作品

### アルバム・シングル・映像作品
（※は編曲者のクレジット無し）
- 非実力派宣言 (1989年7月25日)
「だいて」 (G, Key, Cho, 作曲・編曲)
「私はおんち」 (G, Key, Cho, 作曲・編曲)
「若すぎた恋」 (G, Key, Cho, 作曲・編曲)
「夢の中のキス」 (B, Cho, Tambourine, 作曲・編曲)
- だいて (ラスベガス・ヴァージョン) (1989年9月25日)
「だいて (ラスベガス・ヴァージョン)」 (A.G, Syn, Prog, Cho, 作曲・編曲)
- 古今東西 (1990年10月17日)[9]
「晴れ」 (All Instruments, Cho, 作曲・編曲)
「月夜の航海」 (G, Prog, Cho, 作曲・編曲)
- ザ・森高 (1991年7月10日)
「だいて (ラスベガス・ヴァージョン) [reproduction]」 (A.G, Syn, Prog, Cho, 作曲・編曲)
「ザ・勉強の歌」 (Cho)
- ファイト!! (1991年10月25日)
「ファイト!!」 (A.G, Key, Prog, Cho, 作曲・編曲)
- ROCK ALIVE (1992年3月25日)
「叔母さん」 (G, Key, Prog, Cho, 編曲)
「ファイト!! (アルバム・ヴァージョン)」 (A.G, Key, Prog, Cho, 作曲・編曲)
「ふるさとの空」 (作曲) 編曲：服部隆之
「わかりました」 (Cho.arr, Cho, A.G)
「夏の海」 (G, Key, Prog, Cho, 作曲・編曲)
- 私がオバさんになっても (1992年6月25日)
「自転車通学」 (作曲・編曲) 演奏者のクレジット無し
- ペパーランド (1992年11月18日)
「ペパーランド」 (PEPPERLAND) (G.) ※
「どっちもどっち」 (G, B, Cho, 作曲) ※
「頭が痛い」 (B, 作曲) ※
「サンライズ」 (G, Cho, 作曲) ※
「常夏のパラダイス」 (G) ※
「Uターン (我が家)」 (G, B, Cho, 作曲) ※
「ごきげんな朝」 (G) ※
「ROCK ALARM CLOCK」 (G, P) ※
- LUCKY 7 (1993年5月10日)
「手をたたこう」 (G) ※
「短期は損気」 (G, B, Syn, 作曲・編曲)
「晴れた日曜日」 (Syn, 作曲・編曲)
「遠い昔」 (G, Syn, 作曲・編曲)
「ばっさりやってよ」 (G, Syn, Cho, 作曲・編曲)
「I LOVE YOU」 (G, Syn, Cho) ※
「ハエ男」 (G) ※
「友達の彼」 (G, B, Syn) ※
- ハエ男 (1993年6月25日)
「ハエ男 (シングル・ヴァージョン)」 (G) ※
- 風に吹かれて (1993年10月11日)
「風に吹かれて」 (A.G)
「九州育ち」 (A.G)
- ロックン・オムレツ (1994年1月25日)
「ロックン・オムレツ」 (G, B) ※
- 気分爽快 (1994年1月31日)
「気分爽快」 (G, P, Cho, 編曲)
「手をたたこう2」 (G) ※
- STEP BY STEP (1994年7月25日)
「気分爽快 (Album Version)」 (G, Cho, 編曲)
「若さの秘訣」 (G, Syn, Cho) ※
「ずる休み」 (G, B, Syn, Cho, 編曲)
「Everybody's Got Something To Hide Expect Me And My Monkey」 (G) ※
「鳥かご」 (G) ※前嶋康明との共編曲
「オフィス街の恋」 (G, Syn, Cho, 作曲・編曲)
「台風」 (G) ※
「STEP BY STEP〜彼の人生〜」 (G, P, Syn, 作曲・編曲)
- 素敵な誕生日 (1994年10月10日)
「素敵な誕生日」 (G, Syn, Cho, 作曲・編曲)
- 二人は恋人 (1995年2月10日)
「若さの秘訣 (シングルヴァージョン)」 (G) ※
- DO THE BEST (1995年3月25日)
「ロックンロール県庁所在地'95」 (G, Syn) ※
「今日から」 (Syn, Tambourine, 作曲・編曲)
- ジン ジン ジングルベル (1995年12月1日)
「ジン ジン ジングルベル」 (G, Key, Prog, 編曲)
「GIN GIN ジングルベル」 (G, Key, Prog, 編曲)
「一月一日」 (Key, Prog, 編曲)
- SO BLUE (1996年2月19日)
「SO BLUE」 (G, Key, 編曲)
「千里サンバ」 (Key, 編曲)
- ララ サンシャイン (1996年6月10日)
「ララ サンシャイン」 (Str.arr, G, Key) ※
「むかしの人は･･･」 (Str.arr, Key) ※
- TAIYO (1996年7月15日)
「夏はパラレイロン」 (ララ サンシャイン Part2) (G, Key) ※
「出来るでしょ!!」 (G, Key) ※
「GIN GIN GIN」 (G, Key) ※
「秋の空」 (G, Key, 作曲) ※
「長男と田舎もん」 (G, Key) ※
「太陽と青い月」 (G)
「薹が立つ」 (G, Key, Background Vocal) ※
「夜の海」 (G, Key, 作曲) ※
「HEY! VODKA」 (G, Key) ※
「照れ屋」 (G, Key) ※
「ボーッとしてみよう」 (G, Key) ※
「HERE COMES THE SUN」 (G, Cho) ※
- 銀色の夢 (1996年11月11日)
「銀色の夢」 (G, Key) ※
「太陽と青い月 (太陽神ヴァージョン)」 (Key, Perc) ※
- Let's Go! (1997年2月25日)
「Let's Go!」 (A.G, Key) ※
「ボーッとしてみよう (Sweet Baby Version)」 (A.G, Key) ※
- TAIYO' ON & OFF (VHS・LD 1997年3月10日)
「気分爽快 (instrumental)」 (編曲) 橋本慎との共編曲
- SWEET CANDY (1997年6月11日)
「SWEET CANDY」 (Key, 作曲) ※
「未来」 (E.G, Key) ※
- SNOW AGAIN (1997年11月19日)
「SNOW AGAIN」 (A.G, Key, 作曲) ※
「パッパッパヤ」 (A.G, Key) ※
- PEACHBERRY (1997年7月16日)
「SWEET CANDY (ALBUM VERSION)」 (G, Key, 作曲) ※
「マイ・アニバーサリー (E.G, A.G, G, Key, 作曲) ※
「おしゃれ風」 (Key) ※
「心頭滅却すれば火もまた涼し」 (G, 作曲) ※
「普通の幸せ」 (G, Key) ※
「見たとおりよ私」 (Key) ※
「星に願いを」 (G, Key) ※
「片思い」 (A.G) ※
「Tony Slavin」 (E.G, A.G, Key) ※
「クラリネット幻想曲 (Instrumental)」 (Key, Perc) ※
- MORITAKA CHISATO 1997 PEACHBERRY SHOW (VHS・LD 1998年2月15日)
「Tony Slavin」 (編曲)
- 電話 (1998年3月4日)
「電話」 (A.G, Key, 作曲) ※
- 海まで5分 (1998年7月15日)
「Sleepless Night Blues」 (A.G, Prog) ※
- Sava Sava (1998年9月9日)
「ユートピア」 (G)
「いつもの店」 (G, Prog, 作曲・編曲)
「流されて…」 (Prog, 作曲・編曲)
「Two of me」 (G, Prog, 編曲)
「海まで5分 [Album Version]」 (Str.arr, Prog) ※
「忘れかけてた夢」 (作曲) 編曲：鈴木俊介
「危険な舗道」 (E.G, A.G, Prog, 編曲)
- 森高千里 「FIVE」 (VHS・LD 1998年9月9日)
「パッパッパヤ」 (編曲)
「Two of me」 (編曲)
「危険な舗道」 (編曲)
- 冷たい月 (1998年10月1日)
「冷たい月」 (A.G, Prog, 作曲・編曲)
「危険な舗道 (5Version)」 (G, Prog, 編曲)
- 私のように (1999年3月17日)
「私のように」 (A.G)
「SPACE」 (Prog, 編曲)
- まひるの星 (1999年5月19日)
「まひるの星」 (A.G, Prog, 編曲)
「雨 [1999]」 (G, Prog, 編曲)
- 一度遊びに来てよ'99 (1999年10月1日)
「EVERY DAY」 (Key, Prog, 作曲・編曲)
- Mix age∗ (1999年11月3日)
「SNOW AGAIN (SNOW BLINK Re-Mix)」 (A.G, Prog, 作曲・編曲)
「私のように (NAZUNA Re-Mix)」 (Prog, 編曲)
「忘れかけてた夢 (日本生命CM Version)」 (A.G, Prog, 作曲・編曲)
「SALA BOSSA NOVA (むかしの人は…Re-Mix)」 (Prog, 編曲)
「海まで5分 (Out Take)」 (Prog, 編曲)
「いつもの店 (CASAR Re-Mix)」 (Prog, 作曲・編曲)
「気分爽快 (Out Take)」 (G, Prog, Cho, 編曲)
「EVERY DAY (ALBUM Version)」 (A.G, Prog, 作曲・編曲)
- MY FAVORITES (2004年11月26日)
「どっちもどっち (ミセス森高バージョン2004)」 (G, Prog, 作曲) ※
- 雨／渡良瀬橋 (2009年11月25日)
「雨 (as right as rain mix)」 (Prog) ※
- あるOLがオバさんになっても (2012年11月24日) [10]
「あるOLがオバさんになっても」 (編曲) 演奏者のクレジット無し
- V.A.「LINDBERG TRIBUTE〜みんなのリンドバーグ〜」 (2014年7月23日)
「BELIEVE IN LOVE」 (G, B, Key, Cho, 編曲)
- 渡良瀬橋 [完全版] (BD+CD+EP, BD+CD 2017年11月15日)
「渡良瀬橋 (森高千里30周年記念Version)」 (編曲)

### 200曲セルフカヴァー企画
YouTube森高千里公式チャンネルにて公開。"LOVE"Vol.1〜Vol.10(DVD+CD)に全曲収録。 
- LOVE Vol.1 (2013年12月4日発売)
「SWEET CANDY」 (2012年7月23日公開 / Apf, 編曲)
「戻れない夏」 (2012年7月28日 / G, 編曲)
「晴れ」 (2012年7月30日 / G)
「Hey!犬」 (2012年8月4日 / G)
「海まで5分」 (2012年8月5日 / G, 編曲)
「PI-A-NO」 (2012年8月6日 / G, Apf, 編曲)
「七夕の夜、君に逢いたい」 (2012年8月7日 / Ukulele, 編曲)
「八月の恋」 (2012年8月8日 / G, 編曲)
「短い夏」 (2012年8月9日 / G, 編曲)
「夏の海」 (2012年8月10日 / Ukulele, Apf, 編曲)
「夏の日」 (2012年8月10日 / G)
「晴れた日曜日」 (2012年8月11日 / G, 編曲)
「夏はパラレイロン」 (2012年8月13日 / G, B, Apf, 編曲)[11]
「常夏のパラダイス」 (2012年8月14日 / G, 編曲)
「あの日のフォトグラフ」 (2012年8月15日 / G, Epf, 編曲)
「BOSSA MARINA」 (2012年8月16日 / Epf, 編曲)
「GOOD-BYE SEASON」 (2012年8月17日 / Ukulele, 編曲)
「静かな夏」 (2012年8月18日 / G, Epf, 編曲)
- LOVE Vol.2 (2013年12月4日)
「ララ サンシャイン」 (2012年8月20日 / G, Epf, Cho, 編曲)
「青春」 (2012年8月22日 / G, Epf, Cho, 編曲)
「海岸」 (2012年8月24日 / G, Epf, 編曲)
「私の夏」 (2012年8月28日 / G, 編曲)
「風に吹かれて」 (2012年8月31日 / Epf, 編曲)
「いつまでも」 (2012年9月3日 / G, Cho, 編曲)
「Romantic -ロマンティック-」 (2012年9月4日 / Epf, 編曲)
「夢の終わり」 (2012年9月6日 / G, Epf, Cho, 編曲)
「夜の海」 (2012年9月12日 / Epf, 編曲)
「休みの午後」 (2012年9月19日 / G, B, Epf, 編曲)
「コンサートの夜」 (2012年9月22日 / G, B, Org)
「ファイト!!」 (2012年9月24日 / G, Apf, Cho, 編曲)
「ピリオド」 (2012年9月30日 / G, B, Apf, Cho, 編曲)
「ずる休み」 (2012年10月6日 / A.G, 編曲)
「短気は損気」 (2012年10月6日 / G, B, 編曲)
「夢の中のキス」 (2012年10月8日 / B, G, Epf, 編曲)
「流されて…」 (2012年10月12日 / G, Epf, Cho, 編曲)
「秋の空」 (2012年10月15日 / G, Epf, 編曲)
「Tony Slavin」 (2012年10月18日 / G, Apf, Cho, 編曲)
「ふるさとの空」 (2012年11月1日 / G, Epf, 編曲)
- LOVE Vol.3 (2013年12月4日)
「二人は恋人」 (2012年11月5日 / G, Apf)
「EVERY DAY」 (2012年11月11日 / G, Apf, Cho, 編曲)
「いつもの店」 (2012年11月26日 / Epf)
「ジンジンジングルベル」 (2012年12月1日 / G, Apf, Cho, 編曲)
「SNOW AGAIN」 (2012年12月10日 / G, 編曲)
「ロックン・オムレツ」 (2012年12月14日 / G, 編曲)
「勉強の歌」 (2012年12月17日 / G, Apf, 編曲)
「NEW SEASON」 (2012年12月22日 / G, Apf, Cho)
「酔わせてよ今夜だけ」 (2012年12月26日 / G, Apf, 編曲)
「ロックンロール県庁所在地」 (2012年12月28日 / G, Apf, Cho, 編曲)
「一月一日」 (2012年12月31日 / Apf, 編曲)
「GET SMILE」 (2013年1月2日 / 編曲)
「銀色の夢」 (2013年1月9日 / G, Epf, Cho, 編曲)
「岬」 (2013年1月26日 / G, Apf, 編曲)
「素敵な誕生日」 (2013年1月30日 / G, Cho, 編曲)
- LOVE Vol.4 (2013年12月4日)
「あなたは人気者」 (2013年2月7日 / G, Apf, 編曲)
「今度私どこか連れていって下さいよ」 (2013年2月12日 / G)
「やっちまいな」 (2013年4月6日 / G, Apf, Cho, 編曲)
「男なら」 (2013年4月13日 / G, B, Cho, 編曲)
「あるOLの青春 〜A子の場合〜」 (2013年4月20日 / G, Cho)
「一度遊びに来てよ」 (2013年4月27日 / G, Apf, Cho)
「雨のち晴れ」 (2013年5月1日 / G, Apf, Cho)
「だいて」 (2013年5月6日 / G, Cho, 編曲)
「ギター」 (2013年5月15日 / G, Cho)
「ROCK ALIVE」 (2013年5月20日 / G, Cho)
「マイ・アニバーサリー」 (2013年5月22日 / G, Apf, Cho, 編曲)
「冷たい月」 (2013年5月31日 / G, Epf, Cho, 編曲)
「心頭滅却すれば火もまた涼し」 (2013年6月15日 / G, B, Epf, Cho, 編曲)
「Memories」 (2013年6月19日 / G, Apf, Cho)
「普通の幸せ」 (2013年6月22日 / G, Apf, Cho, 編曲)
「雨」 (2013年6月28日 / G, Apf, Cho)
- LOVE Vol.5 (2014年9月3日)
「叔母さん」 (2013年7月4日 / A.G, B, Epf, 編曲)
「月夜の航海」 (2013年7月9日 / Apf, 編曲)
「ライター志望」 (2013年7月13日 / G, Cho)
「サンライズ」 (2013年7月17日 / G, Cho, 編曲)
「ミラクルライト」 (2013年7月20日 / G)
「ボーッとしてみよう」 (2013年7月26日 / G, Epf)
「電話」 (2013年7月31日 / G, B, Cho, 編曲)
「気分爽快」 (2013年8月3日 / G, Epf, Cho, 編曲)
「私はおんち」 (2013年8月7日 / G, Cho, 編曲)
「照れ屋」 (2013年8月10日 / G, Cho, 編曲)
「SO BLUE」 (2013年8月16日 / G)
「Let's Go!」 (2013年8月29日 / G, Epf)[12]
「ザルで水くむ恋心」 (2013年9月6日 / G, Apf, Org, Cho, 編曲)
「わかりました」 (2013年9月12日 / G, Cho, 編曲)
「WEEKEND BLUE」 (2013年9月18日 / G, Apf, 編曲)
「YOKOHAMA ONE NIGHT」 (2013年9月23日 / G, Apf, Epf, Cho, 編曲)
「私のように」 (2013年9月28日 / Apf)
「オーティスレディングに乾杯」 (2013年10月4日 / G, Epf, 編曲)
「テリヤキ・バーガー」 (2013年10月8日 / G, Apf)
「Uターン 〜我が家〜」 (2013年10月11日 / G, Org, 編曲)
- LOVE Vol.6 (2014年9月3日)
「CAN'T SAY GOOD-BYE」 (2013年10月19日 / G, Apf, Cho, 編曲)
「WAYS」 (2013年10月25日 / G, Epf, Cho, 編曲)
「この街」 (2013年11月1日 / Epf)
「47 HARD NIGHTS」 (2013年11月13日 / G, Apf)
「涙 Good-bye」 (2013年11月16日 / G, Epf, 編曲)
「まひるの星」 (2013年11月23日 / G, Epf, Cho)[12]
「道」 (2013年12月1日 / G, Apf, Cho)
「KISS THE NIGHT」 (2013年12月7日 / G, Apf, Cho, 編曲)
「ジン ジン ジングルベル (2013)」 (2013年12月15日 / G, Apf, Cho)[12]
「若すぎた恋」 (2013年12月22日 / G, Apf, Cho, 編曲)
「Miss Lady」 (2013年12月29日 / G, Epf, 編曲)
「一月一日 (2014)」 (2013年12月31日 / G, Apf, Epf)[12]
「今日から」 (2014年1月4日 / Apf, 編曲)
「RHYTHMとBASS」 (2014年1月13日 / G)
「台風」 (2014年1月19日 / G, Apf, B)
「ミーハー」 (2014年1月25日 / G)
「鬼たいじ」 (2014年2月1日 / G, B, Cho)
「林檎酒のルール」 (2014年2月7日 / A.G, Epf, 編曲)
「見て」 (2014年2月14日 / G)
「未来」 (2014年2月25日 / G, Epf, 編曲)
- LOVE Vol.7 (2015年3月18日)
「うちにかぎってそんなことはないはず」 (2014年3月8日 / G, B)
「鳥かご」 (2014年3月14日 / G, Apf, Cho, 編曲)
「はだかにはならない」 (2014年3月21日 / G, B, Cho)
「こわい夢」 (2014年3月29日 / G, B)
「CHASE」 (2014年4月3日 / G, Epf, 編曲)
「臭いものにはフタをしろ!!」 (2014年4月11日 / G, B)
「ストレス (25周年記念Ver.)」 (2014年4月25日 / G)
「別れた女」 (2014年5月4日 / G)
「どっちもどっち」 (2014年5月10日 / G, B, Epf, 編曲)
「九州育ち」 (2014年5月17日 / G, Apf)
「自転車通学」 (2014年5月25日 / G, B, Apf, 編曲)
「青い海」 (2014年5月30日 / G, Cho)
「頭が痛い」 (2014年6月13日 / G, B, Apf)
「地味な女」 (2014年6月20日 / G, B, Apf)
「友達の彼」 (2014年6月28日 / G, B, Apf, 編曲)
「私の夏 (2014)」 (2014年7月5日 / G, Apf)
「私が変?」 (2014年7月12日 / G, Apf)
「オーバーヒート・ナイト」 (2014年7月19日 / G, Epf, 編曲)
「遠い昔」 (2014年7月26日 / G, B, Cho)
「ひとり暮らし」 (2014年8月2日 / G, Apf)
- LOVE Vol.8 (2015年3月18日)
「カップ・ミュードル」 (2014年8月9日 / G)
「ごきげんな朝」 (2014年8月16日 / G, Epf)
「忘れ物」 (2014年8月23日 / G, B)
「雨の朝」 (2014年8月29日 / G, Epf)
「危険な舗道」 (2014年9月13日 / G, Epf, 編曲)
「若さの秘訣」 (2014年9月19日 / G, Apf)
「テリヤキ・バーガー (BURGER QUEEN Ver.)」 (2014年10月3日 / G, Apf)
「星に願いを」 (2014年10月22日 / G, Epf, 編曲)
「GET SMILE (2014 Ver.)」 (2014年10月28日 / G, 編曲)
「LET ME GO」 (2014年11月8日 / G, Apf, Cho, 編曲)
「手をたたこう」 (2014年11月22日 / G, Apf)
「ユルセナイ」 (2014年11月28日 / G)
「ジン ジン ジングルベル 2014」 (2014年12月5日 / Epf, Cho)[12]
「SNOW AGAIN 2014」 (2014年12月12日 / G, Epf, 編曲)
「ALONE」 (2014年12月19日 / G, Epf, Cho, 編曲)
「一月一日 2015」 (2014年12月31日 / Apf, 編曲)
「出来るでしょ!!」 (2015年1月27日 / G, B, Apf, Cho)
「たんぽぽの種」 (2015年2月5日 / G, Epf, 編曲)
「友達」 (2015年2月13日 / G, Epf)
- LOVE Vol.9 (2015年10月21日)
「ハエ男」 (2015年2月21日 / G, 編曲)
「I LOVE YOU」 (2015年3月2日 / A.G, B, Cho)
「ROCK ALARM CLOCK」 (2015年3月24日 / G, Epf, 編曲)
「ばっさりやってよ」 (2015年4月1日 / Epf, G, B, 編曲)
「林檎酒のルール (2015 Ver.)」 (2015年4月7日 / Epf, G, 編曲)
「片思い (2015 Ver.)」 (2015年4月18日 / Epf, G, 編曲)
「香港」 (2015年4月25日 / Epf, G)
「男のロマン」 (2015年5月2日 / Epf, Org, G)
「20才」 (2015年5月9日 / Epf, G)
「STEP BY STEP〜彼の人生〜」 (2015年5月15日 / Apf, G, B, 編曲)
「人 人 人」 (2015年5月30日 / Epf, G)
「ミーハー (2015 Ver.)」 (2015年6月12日 / Apf, G)
「大冒険」 (2015年6月19日 / G, Org)
「戻れない夏 (2015 Ver.)」 (2015年6月27日 / Apf, G)
「非実力派宣言」 (2015年7月4日 / G)
「ロックンロール県庁所在地 (2015 Ver.)」 (2015年7月18日 / G, Epf)
「夏はパラレイロン (2015 Ver.)」 (2015年7月25日 / G, Epf)
「ペパーランド〜PEPPER LAND〜」 (2015年8月1日 / G, B, Apf)
「Sleepless Night Blues」 (2015年8月10日 / G, Epf)
「ザ・バスターズ・ブルース (2015 Ver.)」 (2015年8月16日 / G, Epf)
- LOVE Vol.10 (2017年12月13日)
「ジン ジン ジングルベル 2015」 (2015年12月19日 / Epf, G, Cho, 編曲)
「一月一日 2016」 (2015年12月31日 / Epf, 編曲)
「彼女」 (2016年3月12日 Epf, G, 編曲)
「その後の私 [森高コネクション]」 (2016年3月22日 / Epf, G, Cho)
「忘れかけてた夢」 (2016年3月28日 / Epf, G, Cho, 編曲)
「ア・ビアント」 (2016年5月7日 / G, 編曲)
「太陽と青い月」 (2016年7月2日 / Epf)
「Two of me」 (2016年8月19日 / E.G)
「A君の悲劇」 (2016年8月26日 / E.G)
「ユートピア」 (2016年9月2日 / E.G, Cho)
「薹が立つ」 (2016年9月16日 / E.G, Cho)
「ジン ジン ジングルベル 2016」 (2016年12月17日 / Epf, G, 編曲)
「一月一日 2017」 (2016年12月31日 / Epf, G, 編曲)
「長男と田舎もん」 (2017年5月1日 / Apf, G)
「引き裂かないで二人を」 (2017年5月10日 / Epf)
「続・あるOLの青春 〜A子の場合〜 [森高コネクション]」 (2017年5月17日 / Epf, G, Cho, 編曲)
「HEY! VODKA」 (2017年5月24日 / Epf)
「うわさ」 (2017年5月31日 / Apf, G, 編曲)
「おしゃれ風」 (2017年6月7日 / Epf)
「出たがり」 (2017年6月14日 / 編曲)
「さよなら私の恋」 (2017年7月20日 / Epf, G, Cho)
「見たとおりよ私 2017」 (2017年7月27日 / G)
「私がオバさんになっても [スローヴァージョン]」 (2017年9月29日 / Epf, 編曲)

※YouTubeの動画公開日時は太平洋標準時(PST)に設定されており、実際に動画が公開された日時とは異なることがある。
※ギターソロは瀬戸由紀男、鈴木マリアの手による。
※シンセとプログラミング担当者のクレジットは無し。編曲者未表記多し。大半のトラックは森高、高橋、瀬戸の3名によりレコーディングされている。

## 作曲・作編曲
同一インストゥルメンタルの流用曲は除外。初出曲のみ表記。

### 歌手・アーティスト
- 羽根田征子
「SANDY」 (「SORA」 1989年8月21日) 編曲：佐藤博
- 松田聖子
「今も、Playboy」 (「Precious Moment」 1989年12月6日) 編曲：大村雅朗
「Kiss Me Please」 (「We Are Love (シングル)」 1990年11月21日) 編曲：笹路正徳
「Mulholland Drive Cafe」 (「We Are Love (アルバム)」 1990年12月10日) 編曲：笹路正徳
- 渡辺満里奈
「I'M IN LOVE」 (「TWO OF US」 1989年12月15日) 編曲：山川恵津子
- MINNIE
「ウーン I LOVE YOU」 (「Ole!」 1990年9月1日) 編曲：岩田雅之
- GWINKO
「SMILE AGAIN」 (「東京UKIUKI GIRL」 1991年5月22日) 編曲：清水信之
- 江崎まり
「あなたが大好き」 (「あなたが大好き」 1991年10月25日) 編曲：倉地雄志
「ジャスト・ハッピーバースデイ」 (同上) 編曲：新川博
- 坂井真紀
「チョット グット モット」 (「Smiling」 1994年8月24日) 編曲：渚十吾
- 加藤紀子
「口笛ふいて」 (「元気でいるよ」 1996年2月26日)
「一人の夜」 (「Flower Diamond」 1996年5月25日)
「陽気にいこう」 (「小さな幸せ」 1996年10月10日)
「陽気にいこう -Album Remix Version-」 (「souvenir」 1998年2月5日)
- 橋本みゆき
「だまってて」 (「ふっても鳴らないマラカス」 1996年) 作曲のみ
「だめなの」 (同上) 作曲のみ
「欲しいの」 (同上) 作曲のみ
- Chère
「カスタード」 (「カスタード」 2000年1月21日)
「キャンセル」 (「All of you」 2000年8月30日)
「ひたすらに ひたすらに」 (同上)
「Slow Down」 (同上)
- ペ・ユミ
「New World」 (「フタコイ オルタナティブ OP&EDテーマ 「New World * ぼくらの時間」」 2005年4月27日) 編曲：磯江俊道
- 福田花音・北原沙弥香・ストューカス・ロビン・翔子・橋田三令
「空がある」 (「【飛行船キャンペーンソング】空がある」 2006年4月19日 配信開始)[13][14]
- CHINO
「空がある 〜acoustic ver〜 (「【飛行船キャンペーンソング】空がある」 2006年4月19日 配信開始)

### アニメーション
イメージアルバム
- 「ぷりんせすARMY イメージ・サウンドトラック －ウェディング★COMBAT－」 (1992年6月1日)
「春風に抱かれて」 (歌：横山智佐)
「熱くなれ! ヒート・ジャンプ!」 (歌：関俊彦)
「エンディング・タイトル『いつもとちがう1日』」 (歌：風雅なおと)
「Flowers For You」 (歌：速水奨)
「PARTY, PARTY!」 (歌：横山智佐・関俊彦・松本保典・速水奨)
「君だけをもとめて…」 (歌：松本保典)
- 「リリカルかれんちゃん イメージアルバム」 (1993年9月22日)
「すきです」 (歌：椎名へきる)
「消えないしあわせ」 (歌：椎名へきる)
「大切な思い出」 (歌：椎名へきる)
「勇気のダイアリー」 (歌：椎名へきる)

OVA
- ぷりんせすARMY～ウエディング★COMBAT ACT1 (アニメイトフィルム 1992年8月1日) BGM
- ぷりんせすARMY～ウエディング★COMBAT ACT2 (アニメイトフィルム 1992年9月21日) BGM

### 映像作品

#### BGM (1990年 - 2007年)
- 渡辺満里奈 「新しい気持ち〜MY ONLY TRUE LOVE STORY〜」 (1990年3月21日)
(6曲提供 "STORY1"〜"STORY6")
- 森高千里 「CHISATO MORITAKA 1996 "DO THE BEST" AT YOKOHAMA ARENA」 (1996年7月25日)
「今日から」
- モーニング娘。 「ライブ 初の武道館 〜ダンシング ラブ サイト 2000春〜」 (2000年8月30日)
「Opening Music」
- 後藤真希 「後藤真希コンサートツアー2004秋 〜あゝ真希の調べ〜」 (2005年1月26日)
「SE」
- ℃-ute 「℃-uteデビュー単独コンサート2007春 〜始まったよ!キューティーショー〜」 (2007年4月18日)
「VTR SE」
- ℃-ute 「Hello! days EXTRA. キューティー探偵事務所 ザ・DVD」 (2007年4月25日)
「キューティー探偵事務所のテーマ」3バージョン
(BGM3曲, ジングル2曲)
- ℃-ute 「Cutie Circuit 2007 〜MAGICAL CUTIE TOUR&9月10日は℃-uteの日〜」 (2007年11月21日)
「CUTIE CIRCUIT 2007のテーマ」
「キューティーガールズのテーマ」[15]
「THEME OF "DJ MAIMAI, MC CHISSER & MC O-SUZ"」

#### BGM (2011年 - 2014年)
※DVD本編(イメージ映像、インタビュー、ダンスショットなど)のBGMは高橋諭一の手によるものだがメイキングやエンドロールには無関係と思われる楽曲が使用されていることもある。曲名クレジット無し。
[A] "Music Yuichi Takahashi"のクレジット有り。担当曲のクレジット無し。
[B] "Music Yuichi Takahashi"のクレジット有り。無関係らしき楽曲も収録。担当曲のクレジット有り。
[C] "Music Yuichi Takahashi"のクレジット有り。無関係らしき楽曲も収録。担当曲のクレジット無し。
[D] 音楽担当者のクレジット無し。他のDVDとの重複曲より高橋諭一作品を含むものと判定。
C1-C4：カバー曲。編曲(映像作品)の項に詳細記述。
初出曲収録のDVD
- 矢島舞美 「海風」 (2011年3月27日) [A]
M1, M2, M3, M4, M5
- 譜久村聖 「Greeting 〜譜久村聖〜」 (2011年5月16日) [D]
M6, M7, M3(ver.2)
- 高橋愛 「AI loves you I love AI」 (2011年5月18日) [B]
M7, M8, M6, M9, M3(ver.2)
- 鈴木愛理 「気分てんかん」 (2011年7月13日) [D]
M10, M6, M7
- 鈴木愛理 「夏カラダ」 (2011年8月3日) [D]
M11, M3(ver.3), M10, M3(ver.2), M2, M1
- 矢島舞美 「a foggy doll」 (2011年8月29日) [D]
C1, M11(ver.2), M10(ver.2), M12, M13, M4(ver.2)
- 高橋愛 「Love Love Love」 (2011年9月21日) [B]
M14, M15, M16, M17, M18
- 矢島舞美 「a rainy day」 (2011年9月29日) [A]
M12, M7, M3(ver.3), M19, M6, M20
- 矢島舞美 「Imagine classic」 (2011年11月11日) [A]
C2, M21, C3, M7, C4, M6
- 岡井千聖 「IMP. GIRL」 (2011年12月8日) [A]
jingle, M22, M23, M24, M25
- 熊井友理奈 「one day in autumn」 (2011年12月22日) [A]
M26, M27, M28, M29, M30
- 嗣永桃子 「ももプレ♡2 〜怪盗モモセーヌ〜」 (2011年12月22日) [C]
M31, M32, M33, M34, M35
- 矢島舞美 「タビオト Making DVD Special Edition」 (2012年1月31日) [A]
jingle, M36, M37, M38, M39, M40, M41, M42
- 和田彩花 「Aya」 (2012年3月7日) [A]
M43, M44, M45, M46
- 鞘師里保 「RIHO」 (2012年3月9日) [A]
M47, M48, M49
- 熊井友理奈 「Lily」 (2012年4月18日) [A]
M50, M51, M52, M53, M54
- 嗣永桃子 「ももち はたち」 (2012年4月25日) [A]
M55, M56
- 新垣里沙 「as it is」 (2012年5月16日) [A]
M57, M58, M59
- 真野恵里菜 「UP TO DATE」 (2012年6月6日) [A]
jingle(M60), M61, M47, M60
- 鈴木愛理 「私のKey∮を知ってますか」 (2013年9月25日) [A]
M62, M63, M64, M65, M66, M67, M68, M69, M70, M71
- 矢島舞美 「Smiling sky」 (2013年12月24日) [A]
M72, M73, M74, M75, M76, M75[16]
- 矢島舞美 「Blue Wind」 (2014年4月9日) [A]
M77, M78, M77(ver.2), M18, M79, M47(ver.2), M80
- 鈴木愛理 「新嘉坡」 (2014年6月25日) [A]
M57, M28, M25, M73, M10(ver.3), M15, M19, M10(ver.4)
- 宮本佳林 「KArin」 (2014年7月16日) [A]
M81, M82, M83, M81(ver.2), M49, M82(ver.2), M83(ver.2)
- 和田彩花 「The Season」 (2014年7月下旬) [A]
M11(ver.3), M9, M1, M74(ver.2), M73(ver.2), M76(ver.2)
- 譜久村聖 「Pancake」 (2014年8月6日) [A]
M57, M18, M57, M30, M57, M15(ver.2), M7, C1
- 生田衣梨奈 「It's a lovely day」 (2014年10月下旬) [A]
M82, M84, M83, M82

※上記以外に既出曲のみ収録のDVDが多数発売されている。

### テレビドラマ
- VICTORY!〜フットガールズの青春〜 (フジテレビ 2003年11月22日) BGM

### その他
- 「サマー・ホリデー」 (1986年5月「第31回ヤマハポピュラーソングコンテスト」つま恋本選会出場曲)[17] 編曲：前野知常
- 「SUMMER IN THE CITY」 (1986年12月「CBS・ソニーオーディション'86」決勝大会出場曲)[18]
- 「WALK」 (1998年頃) JASRAC作品データベースに登録。インスト曲。
- Lovelys ライブ・オープニングSE (2016年)[19]

## 編曲

### アップフロントグループ
※森高千里、ハロー!プロジェクト及びNICE GIRL プロジェクト!はアップフロントグループに属するが別項にて記述する。
- 加藤紀子
「電車のひと」 (「電車のひと」 1994年4月1日)
「Truth」 (「Truth」 1995年10月10日)
「思い出」 (「Flower Diamond」 1996年5月25日)
- 大原美紀
「Just I Love You」 (「Everybody」 1996年10月25日)
「愛が足りないよ」 (「愛が足りないよ」 1997年5月10日)
「LOVE」 (同上)
- 吉村麻希
「11枚の手紙」 (「11枚の手紙」 1997年2月21日)
「どんな風に…」 (同上)
- 田仲玲子
「Dear my friend」 (「Squeeze」 1997年10月5日)
- KAN
「車は走る」 (「KREMLINMAN」 1999年4月21日) KANとの共編曲
- Chère
「かまわないで…〜ハート・唇・涙〜 (Samba Funk Mix)」 (「かまわないで…〜ハート・唇・涙〜」 1999年4月21日)
「Tangerine」 (「Tangerine」 2000年6月21日)
「苦い雨」 (「All of you」 2000年8月30日)
「IDEA」 (同上)
「ハッピーエンド・ブルース」 (同上)
- 格闘女神ATHENA feat. キッスの世界
「カクゴ」 (「バクバクKissの世界-W EXPLOSION-」 2000年7月12日) 山尾正人との共編曲
- 田村直美
「Angel Breath」 (「No baby no cry」 2000年10月18日)
- 湯原昌幸
「人生半分」 (「人生半分」 2001年1月24日)
- 城之内早苗
「うずまき音頭」 (「うずまき音頭/隅田川」 2001年7月18日)
- 高山厳
「わかれうた」 (「スーパーベスト」 2001年11月1日)
「さよならをするために」 (同上)
- セブンHOUSE
「奇跡の雨」 (「奇跡の雨」 2001年4月18日) セブンHOUSEとの共編曲
「なんでやねん 心配せんでもええ」 (「なんでやねん 心配せんでもええ」 2001年11月7日)
- Nyle
「fake」 (「fake」 2001年11月28日)
「優しい風」 (同上)
「強くなんて…」 (「RIVER」 2002年3月27日)
「ラストソング」 (同上)
「Blue Sky」 (同上)
「Dreamin」 (同上)
「月と光」 (同上)
「ただそれだけ」 (「強くなんて…」 2002年4月24日)
- より子。
「ほんとはね。」 (「Aizenaha」 2002年3月27日) より子。との共編曲
「鏡」 (同上)
「みんなぼっち」 (同上) より子。との共編曲
「NOISE」 (同上) hasieとの共編曲
「Born」 (同上) より子。との共編曲
「No name」 (同上) hasieとの共編曲
- ソニン
「夏が来ない」 (「東京ミッドナイト ロンリネス」 2003年4月16日)
「ジグソーパズル」 (「ジグソーパズル」 2004年9月15日)
- つんく♂
「なんでやねん 心配せんでもええ」 (「TAKE1」 2004年2月18日)
「愛エピローグ」 (「タイプ2」 2005年7月13日)
「大阪 恋の歌」 (同上)
「シングルベッド」 (「V3〜青春カバー〜」 2006年6月28日)
「青春の影」 (同上)
「悲しい色やね」 (同上)
「Don't Cry My Love」 (同上)
「気がつけば あなた」 (同上)
「トワイライト・アヴェニュー」 (同上)
「ピエロ」 (同上)
- 松井雄飛
「エクボ」 (「エクボ」 2005年11月23日)
「ストーリー」 (同上)
- 村上智里
「毎日がバースデイ」 (「毎日がバースデイ」 2007年1月31日)
- T-Pistonz
「立ち上がリーヨ」 (「立ち上がリーヨ」 2008年11月26日) T-Pistonzとの共編曲
- twe'lv
「青春おでん」 (「青春おでん」 2008年10月29日)
「純情青春ラブ」 (同上)
- 松浦亜弥
「横浜ロンド」 (「Click you Link me」 2010年11月24日)
「ホームにて」 (同上)
「Click you Link me」 (同上)
「語り継ぐこと」 (同上)
「渡良瀬橋」 (同上)
「only one」 (同上)
- アフタヌーン娘。
「アフタヌーンコーヒー」 (「ドリムス。①」 2011年4月20日)
- アルマカミニイト
「茜」 (「茜」 2012年4月25日)
「青にのせて」 (同上)
「Blue Horizon」 (同上)
- Lovelys
「世界中が幸せであるように (リアレンジver.)」 (2016年11月15日初演)[20]
「ヤケ石に雪 (リアレンジver.)」 (2016年12月18日初演)[21][22]
「ドレドレ」 (「Riosaki」 2017年9月25日)
「いちばん大事なこと」 (同上)
「スーパーマン」 (同上)
「YOUR SONG」 (同上)
「もしも…」 (同上)
「ふたりはNS」 (同上)
「好きやねん、好きなんよ。」 (同上)
「お願い魅惑のターゲット」 (同上)
「OH YEAH」 (同上)
「有言実行」 (同上)
- 岡井千聖
「ウーロンハイの女」 (配信 2017年12月8日)
- 小片リサ
「道」 (「bon voyage!〜 risa covers 〜」 2021年12月15日)

### ハロー!プロジェクト

#### ユニット・歌手
- モーニング娘。
「A MEMORY OF SUMMER '98」 (「サマーナイトタウン」 1998年5月27日)
「どうにかして土曜日」 (「ファーストタイム」 1998年7月8日)
「ウソつきあんた」 (同上)
「せんこう花火」 (「セカンドモーニング」 1999年7月28日)
「くちづけのその後」 (「3rd -LOVEパラダイス-」 2000年3月29日)
「好きな先輩」 (「4th「いきまっしょい!」」 2002年3月27日)
「純LOVER」 (「ここにいるぜぇ!」 2002年10月30日)
「YES! POCKY GIRLS」 (「プッチベスト3」 2002年12月18日)
「YES! POCKY GIRLS (Original Long Ver.)」 (「No.5」 2003年3月26日)
「シャボン玉」 (「シャボン玉」 2003年7月30日)
「すき焼き」 (「愛の第6感」 2004年12月8日)
「レモン色とミルクティ」 (同上)
「NATURE IS GOOD!」 (「大阪 恋の歌」 2005年4月27日)
「レインボーピンク」 (「レインボー7」 2006年2月15日)
「SEXY BOY 〜そよ風に寄り添って〜」 (「SEXY BOY 〜そよ風に寄り添って〜」 2006年3月15日)
「チャンス チャンス ブギ」 (同上)
「雪／愛×あなた≧好き」 (「7.5冬冬モーニング娘。ミニ!」 2006年12月13日)
「春 ビューティフル エブリデイ」 (「SEXY 8 BEAT」 2007年3月21日)
「弱虫」 (「泣いちゃうかも」 2009年2月18日)
「すんごいマイバースディ」 (「Fantasy! 拾壱」 2010年12月1日)
「大好き100万点」 (「ワクテカ Take a chance (初回生産限定盤C・D)」 2012年10月10日)
- タンポポ
「時間よ止まれ」 (「ラストキッス」 1998年11月18日) LH Projectとの共編曲
「BABY CRY」 (「恋をしちゃいました!」 2001年2月21日)
- カントリー娘。／カントリー娘。に石川梨華(モーニング娘。)
「雪景色」 (「雪景色」 1999年11月30日)
「雪だより」 (同上)
「北海道シャララ」 (「北海道シャララ」 2000年4月27日)
「北海道シャララ (カップリング・ヴァージョン)」 (同上)
「恋がステキな季節」 (「恋がステキな季節」 2000年7月31日)
「あぁ恋しくて」 (同上)
「初めてのハッピーバースディ!」 (「初めてのハッピーバースディ!」 2001年4月18日)
「恋人は心の応援団」 (「恋人は心の応援団」 2001年10月17日)
「女の子の取り調べタイム」 (「カントリー娘。大全集①」 2001年12月12日)
「どっちが綺麗ですか…」 (同上)
「女の子の取り調べタイム(New Version)」 (「色っぽい女 〜SEXY BABY〜」 2002年4月17日)
「新しい恋の初デート」 (「プッチベスト3」 2002年12月18日)
「革命チックKISS」 (「カントリー娘。大全集②」 2006年8月23日)
- メロン記念日
「スキップ!」 (「甘いあなたの味」 2000年2月19日)
「もう 待てませ〜ん!」 (「電話待っています」 2001年3月7日)
「ENDLESS YOUTH」 (「1st Anniversary」 2003年3月12日)
「MI DA RA 摩天楼」 (「MI DA RA 摩天楼」 2003年9月10日)
「初雪」 (「かわいい彼」 2003年12月3日)
「恋の仕組み。」 (「シャンパンの恋」 2004年10月27日)
- T&Cボンバー
「ゴーゴー東京」 (「DON'T STOP 恋愛中」 2000年4月19日)
「Office Love」 (「2nd STAGE」 2000年9月27日)
- 平家みちよ
「ステキな恋 ステキな夜」 (「ワンルーム夏の恋物語」 2000年5月17日)
- 中澤裕子
「上海の風」 (「上海の風」 2000年7月12日)
「東京美人」 (「東京美人」 2002年8月28日)
「クラクション」 (同上)
「元気のない日の子守唄」 (「元気のない日の子守唄」 2004年2月11日)
「きっと どこかに赤い糸」 (「DO MY BEST」 2004年5月26日)
「東京美人 (クリスマス Version)」 (「クリスマスライブツアー2004冬 〜私が思うこんなクリスマス〜」 DVD 2005年3月10日)
「上海の風 (クリスマス Version)」 (同上)
「クラクション〜おいしい水〜クラクション」 (同上)
「元気のない日の子守唄」 (同上)
「サンタが街にやってくる」 (同上)
「ラストクリスマス」 (同上)
「ホワイトクリスマス」 (同上)
- プッチモニ
「ワルツ!アヒルが3羽」 (「BABY! 恋にKNOCK OUT!」 2001年2月28日)
「夢の「つ・づ・き」」 (「ぴったりしたいX'mas!」 2001年11月14日)
- 松浦亜弥
「ドッキドキ!LOVEメール」 (「ドッキドキ!LOVEメール」 2001年4月11日)
「MERRY X'MAS FOR YOU」 (「100回のKISS」 2001年11月28日)
「MERRY X'MAS FOR YOU (holly night version)」 (「プッチベスト2〜三・7・10〜」 2001年12月19日)
「オシャレ!」 (「ファーストKISS」 2002年1月1日)
「私のすごい方法」 (同上)
「♡桃色片想い♡」 (「♡桃色片想い♡」 2002年2月6日)
「Yeah! めっちゃホリディ」 (「Yeah! めっちゃホリディ」 2002年5月29日)
「YOKOHAMA SING A SONG」 (「草原の人」 2002年12月11日)
「あなたの彼女」 (「T・W・O」 2003年1月29日)
「デート日和」 (同上)
「DO YOU LOVE ME?」 (「THE LAST NIGHT」 2003年9月26日)
「私と私と私」 (「×3」 2004年1月1日)
- シェキドル
「徹底的運命 -Destiny Version-」 (「徹底的運命」 2001年4月13日)
「全体的に大好きです。」 (「全体的に大好きです。」 2001年6月27日) つんくとの共編曲
「恋は猛暑!」 (同上)
「愛は無敵〜二十歳の夜の誓い〜」 (「愛は無敵〜二十歳の夜の誓い〜」 2001年12月5日)
- 三人祭
「チュッ! 夏パ〜ティ」 (「チュッ! 夏パ〜ティ」 2001年7月4日)
「HELLO!また会おうね (三人祭version)」[23] (同上)
- 藤本美貴
「恋よ! 美しく」 (「そっと口づけて ギュッと抱きしめて」 2002年6月12日)
- 市井紗耶香 in CUBIC-CROSS
「帰りたくない」 (「C:BOX」 2002年11月20日)
- ミニモニ。／ミニハムず
「ミニハム汽車」 (「ミニハムずの結婚ソング」 2002年12月4日)
「ロックンロール県庁所在地〜おぼえちゃいなシリーズ〜」 (「ロックンロール県庁所在地〜おぼえちゃいなシリーズ〜」 2003年4月9日)
「おしゃべりすきやねん」 (同上)
「ミニモニ。数え歌〜お風呂ば〜じょん〜」[24] (「ミニモニ。数え歌〜お風呂ば〜じょん〜/ミニモニ。数え歌〜デートば〜じょん〜」 2003年5月14日)
「ミラクルルン グランプリン!」 (「ミラクルルン グランプリン!/ピ〜ヒャラ小唄」 2003年11月19日)
- 後藤真希
「サン・トワ・マミー」 (「サン・トワ・マミー/君といつまでも」 2002年12月28日)
「サン・トワ・マミー (Musical version)」 (同上) 井川雅幸との共編曲
「君といつまでも」 (同上)
「デート注意報」 (「マッキングGOLD①」 2003年2月5日)
「原色GAL 派手に行くべ!」 (「原色GAL 派手に行くべ!」 2003年11月27日)
「恋人募集中」 (同上)
「くちづけのその後 (後藤Version)」 (「②ペイント イット ゴールド」 2004年1月28日)
「ジュニアLOVE。」 (「サヨナラのLOVE SONG」 2004年3月17日)
「シンガポール トランジット」 (「3rdステーション」 2005年2月23日)
「渡良瀬橋 (後藤Version)」 (同上)
「19歳のひとり言」 (同上)
「サヨナラのLOVE SONG (純情Version)」 (「後藤真希プレミアムベスト①」 2005年12月14日)
「オリビアを聴きながら (2005Version)」 (同上)
「溢れちゃう...BE IN LOVE (プレミアムVersion)」 (同上)
- 11WATER
「BE ALL RIGHT!」 (「壊れない愛がほしいの・GET UP! ラッパー・BE ALL RIGHT!」 2003年7月9日)
- 安倍なつみ
「夕焼け空」 (「22歳の私」 2003年8月13日)
「腕組んで帰りたい」 (「一人ぼっち」 2004年2月4日)
「恋のテレフォン GOAL」 (「恋のテレフォン GOAL」 2004年8月11日)
「東京みちくさ」 (「2nd 〜染みわたる想い〜」 2006年3月29日)
「ちょっとずつね。」 (同上)
「さよならさえ言えぬまま」 (「スクリーン」 2008年12月3日)
- モーニング娘。さくら組
「でっかい宇宙に愛がある (モーニング娘。さくら組Version)」 (「晴れ 雨 のち スキ♡」 2003年9月18日)
「さくら満開」 (「さくら満開」 2004年2月25日)
- モーニング娘。おとめ組
「でっかい宇宙に愛がある (モーニング娘。おとめ組Version)」 (「愛の園 〜Touch My Heart!〜」 2003年9月18日)
- Berryz工房
「ファイティングポーズはダテじゃない!」 (「ファイティングポーズはダテじゃない!」 2004年4月28日)
「夏わかめ」 (同上)
「蝉」 (「1st 超ベリーズ」 2004年7月7日)
「ギャグ100回分愛してください」 (「ギャグ100回分愛してください」 2005年11月23日)
「素肌ピチピチ」 (「笑っちゃおうよ BOYFRIEND」 2006年8月2日)
「あいたいけど･･･」 (「胸さわぎスカーレット」 2006年12月6日)
「夢を一粒〜Berryz仮面 Ending テーマ〜」 (「5(FIVE)」 2008年9月10日)
- W(ダブルユー)
「悲しき16才(HEARTACHES AT SWEET SIXTEEN)」 (「恋のバカンス」 2004年5月19日)
「白い色は恋人の色」 (「デュオU&U」 2004年6月2日)
「大阪ラプソディー」 (同上)
「情熱の花 (PASSION FLOWER)」 (同上)
「ロボキッス」 (「ロボキッス」 2004年10月14日)
「五月雨恋歌」 (「2nd W」 2005年3月2日)
「打武留友女子高等学校校歌」 (同上)
- 稲葉貴子・大谷雅恵・柴田あゆみ・松浦亜弥
「三角関係」 (「ALL FOR ONE & ONE FOR ALL!」 2004年12月1日)
- セクシーオトナジャン
「オンナ、哀しい、オトナ」 (「オンナ、哀しい、オトナ/印象派 ルノアールのように/人知れず 胸を奏でる 夜の秋」 2005年6月22日)
- 美勇伝
「パジャマな時間」 (「スイートルームナンバー1」 2005年10月26日)
「あの夏の夜」 (「なんにも言わずに I LOVE YOU」 2008年4月23日)
- ℃-ute
「まっさらブルージーンズ」 (「まっさらブルージーンズ」 2006年5月6日)
「大きな愛でもてなして」 (「大きな愛でもてなして」 2006年7月9日)
「わっきゃない(Z)」 (「わっきゃない(Z)」 2006年7月29日)
「桜チラリ」 (「桜チラリ」 2007年2月21日)
「わっきゃない(Z) (Tap Ver.)」 (「℃-uteコンサートツアー 2007春 〜ゴールデン初デート〜」 DVD 2007年7月18日)
「私立共学」 (「都会っ子 純情」 2007年10月17日)
「スイーーツ→→→ライブ」 (「3rd〜LOVE エスカレーション!〜」 2008年3月12日)
「愛してる 愛してる」 (「④憧れ My STAR」 2009年1月28日)
「Go Go Go!」 (「Bye Bye Bye!」 2009年4月15日)
「二十歳前の女の子」 (「Kiss me 愛してる」 2011年2月23日)
「ルルルルル」 (「超WONDERFUL!⑥」 2011年4月6日)
「ズンタカマーチ〜人らしく生きよう〜」 (「第七章「美しくってごめんね」」 2012年2月8日)
「青春劇場 (℃-ute Ver.)」 (同上)
「桜チラリ (2012神聖なるVer.)」 (「②℃-ute神聖なるベストアルバム」 2012年11月21日)[25]
- モーニング娘。誕生10年記念隊
「僕らが生きる MY ASIA」 (「僕らが生きる MY ASIA」 2007年1月24日)
「十年愛」 (同上)
「愛しき悪友へ」 (「愛しき悪友へ」 2007年8月8日)
- GAM
「愛情オアシス」 (「1st GAM〜甘い誘惑〜」 2007年5月23日)
- 音楽ガッタス
「カラゲンキ」 (「1st GOODSAL」 2008年2月6日)
「キスしよう」 (同上)
- 真野恵里菜
「18才の季節」 (「Love & Peace = パラダイス」 2009年11月25日)
「いつもいつでも」 (「FRIENDS」 2009年12月16日)
「熱血先生」 (「More Friends Over」 2012年3月28日)
「風の薔薇〜歩いて地図をつくった男のウタ〜」 (同上)
- スマイレージ
「サンキュ! クレームブリュレの友情」 (「夢見る 15歳」 2010年5月26日)
「○○ がんばらなくてもええねんで!!」 (「○○ がんばらなくてもええねんで!!」 2010年7月28日)
「すまいるブルース」 (「ドットビキニ」 2012年5月2日)
- むてん娘。
「あっぱれ回転ずし!」 (「あっぱれ回転ずし!」 2010年10月27日)
- リルぷりっ
「アイドルール」 (「アイドルール」 2010年11月17日) 斎藤悠弥との共編曲
- ベキマス
「負けるな わっしょい!」 (「負けるな わっしょい!」 2011年8月6日)
- Berryz工房×℃-ute
「単純すぎなの私…」 (「甘酸っぱい春にサクラサク」 2011年11月9日)
- ハロー!プロジェクト モベキマス
「もしも…」 (「ブスにならない哲学」 2011年11月16日)
- カントリー・ガールズ
「恋泥棒」 (「愛おしくってごめんね/恋泥棒」 2015年3月25日)
「気ままな片想い」 (「嗣永桃子アイドル15周年記念アルバム♡ありがとう おとももち♡」 2017年6月28日)
- ハロプロ研修生北海道
「リアル☆リトル☆ガール」 (「リアル☆リトル☆ガール/彼女になりたいっ!!! (ハロプロ研修生北海道 Ver.)」 2017年7月5日)
- Juice=Juice
「銀色のテレパシー」 (「Juice=Juice#2 -¡Una más!-」 2018年8月1日)
- モーニング娘。リーダーズ
「WE ARE LEADERS! 〜リーダーってのもつらいもの〜」 (「二十歳のモーニング娘。」 2018年2月7日)

#### 企画盤
- 市井紗耶香 with 中澤裕子 「FOLK SONGS」 (2001年11月29日)
「恋人もいないのに」 (中澤裕子・市井紗耶香)
「秋でもないのに」 (中澤裕子)
「ふるさと」 (中澤裕子・市井紗耶香)
「かもめはかもめ」 (中澤裕子)
「なごり雪」 (市井紗耶香) たいせーとの共編曲
「あ～よかった」 (中澤裕子・市井紗耶香)
「サルビアの花」 (市井紗耶香)
- 「FOLK SONGS 2」 (2002年5月16日)
「てんとう虫のサンバ」 (松浦亜弥・石井リカ)
「恋人よ」 (中澤裕子)
「長い間」 (松浦亜弥)
「夏休み」 (メロン記念日)
「木綿のハンカチーフ」 (中澤裕子)
「神田川」 (松浦亜弥)
「さとうきび畑」 (松浦亜弥)
- 「FS3 FOLK SONGS 3」 (2002年10月23日)
「結婚しようよ」 (藤本美貴)
「想い出まくら」 (中澤裕子)
「あの素晴らしい愛をもう一度 (中澤裕子・後藤真希・藤本美貴)
- 「FS4 FOLK SONGS 4」 (2003年5月21日)
「旅の宿」 (メロン記念日)
「若者たち」 (中澤裕子・メロン記念日)
- 「FS5〜卒業〜」 (2004年2月25日)
「制服」 (カントリー娘。)
「木綿のハンカチーフ」 (中澤裕子)
- Hello! Project 「チャンプル①〜ハッピーマリッジソングカバー集〜」 (2009年7月15日)
「YES-YES-YES」 (あぁ!)
「関白宣言」 (Berryz工房・真野恵里菜)

### NICE GIRL プロジェクト!
- 時東ぁみ
「黄昏女艶のブルース」 (「①さなぎのバスローブ」 2005年12月7日)
「ふしぎなメルモ」 (同上)
「黒ネコのタンゴ」 (同上)
- THE ポッシボー
「ヤングDAYS!!」 (「ヤングDAYS!!」 2006年11月19日)
「初恋のカケラ」 (「初恋のカケラ」 2006年12月10日)
「あなたに夢中」 (同上)
「主食=GOHANの唄」 (「主食=GOHANの唄」 2007年2月18日)
「そよ風のくちづけ」 (同上)
「乙女ナゾナゾ」 (「①Be Possible!」 2007年3月14日)
「危い土曜日」 (同上)
「夏のトロピカル娘。」 (「夏のトロピカル娘。」 2007年6月13日)
「旅の真ん中」 (同上)
「金魚すくいと花火大会」 (「金魚すくいと花火大会」 2007年6月13日)
「風のうわさ」 (「風のうわさ」 2007年8月1日)
「家族への手紙」 (「家族への手紙」 2008年4月30日) 田中直との共編曲
「恋のRung Rung パラダイス」 (「いじわる Crazy love」 2008年8月6日)
- 時東ぁみ with THE ポッシボー
「TAWAWA 夏ビキニ」 (2007年) (「TAWAWA 夏ビキニ」 2007年5月16日)
- キャナァーリ倶楽部
「ピカピカ!」 (「①かなりキャナァーリ」 2007年10月17日)
「FAITH!」 (「FAITH!（フェイス）」 2008年1月1日)
「初恋イメージ」 (同上)
「HAPPYやなぁ!」 (「ニシキカザレ」 2008年4月9日)

### その他の歌手・アーティスト
- 渡辺満里奈
「こんなふうに歌えたら」 (VHS「新しい気持ち〜MY ONLY TRUE LOVE STORY〜」 1990年3月21日)
- 安藤治彦
「君を壊したい」 (「君を壊したい」 1994年5月25日) 安藤治彦との共編曲
「Kiss」 (同上) 安藤治彦との共編曲
- 伊秩弘将
「あの夏の二人」 (「あの夏の二人」 1994年8月5日)
- 保科奈穂
「gentle wind」 (「gentle wind」 1995年7月1日)
- 谷村有美
「MOON」 (「MOON」 1995年7月21日) Str.arr, Prog
「何も聞かないで」 (「圧倒的に片想い」 1995年10月21日)
「もうすぐあなたが帰ってくる」 (同上) Str.arr
「圧倒的に片想い」 (同上) 前嶋康明との共編曲
- 杏子
「時代は変わる」 (「Dear Friends〜卒業〜」 1996年2月25日)
- TOKIO
「恋に気づいた夜」 (「恋に気づいた夜」 2000年9月13日)
- 内藤やす子
「女ざかり」 (「恋通り」 2000年11月18日)
- ワンギャル
「ヒロイン!その他大勢なんかじゃない」 (「ヒロイン!その他大勢なんかじゃない」 2000年12月16日)
「ゆらゆらゆら」 (同上)
「花吹雪 BANG BANG BANG」 (「花吹雪 BANG BANG BANG」 2001年4月18日)
「やばいよやばいよ」 (同上)
- エスカーゴ
「六月のあなた」 (「六月のあなた」 2001年4月25日)
「ネムレ」 (同上)
「スピード」 (「ユメナラバ」 2001年7月25日)
「夜光虫」 (同上)
- えなりかずき
「おいらに惚れちゃ怪我するぜ!」 (「おいらに惚れちゃ怪我するぜ!」 2001年8月8日)
- 桜庭裕一郎
「ひとりぼっちのハブラシ (Acoustic Version)」 (「5 AHEAD」 2001年12月5日)
- 菊池亜衣
「サヨナラの色」 (「Dear you」 2002年7月28日)
「傷跡」 (同上)
- 西城秀樹
「粗大ゴミじゃねぇ」 (「粗大ゴミじゃねぇ」 2003年3月23日)
「粗大ゴミじゃねぇ (Acoustic Version)」 (同上)
- つだ♀まさごろ
「チャーリー」 (V.A.「青田屋2号」 2003年11月19日) まさごろとの共編曲
- テツandトモ
「大田区でプロポーズ」 (「大田区でプロポーズ」 2003年11月19日)
- 五木ひろし
「シクラメンのかほり」 (「芸能生活40周年記念アルバム 五木ひろしが歌う! 「日本の歌・歌謡史40」」 2004年6月23日)
- Rn=City
「正解のない世界」 (「①やったぜ！ラドンシティ」 2004年7月14日) Rn=Cityとの共編曲
「出会い」 (同上) Rn=Cityとの共編曲
「心の住人」 (「青春BANG BANZAI」 2005年7月27日) Rn=Cityとの共編曲
- P.I.MONSTER
「Please! Say "HELLO"」 (「Please! Say "HELLO"」 2004年8月25日) P.I.MONSTERとの共編曲
- 不二周助(甲斐田ゆき)
「Right by your side」 (「Right by your side」 2004年8月25日)
- 手塚国光(置鮎龍太郎)
「Blue」 (「with」 2005年1月1日)
- 清水ミチコ
「波の数だけさよならを」 (「歌のアルバム」 2005年2月23日) たいせーとの共編曲
- スーパーガリッシュ!
「ザ☆YOSAKOIソーラン祭り」 (「ザ☆YOSAKOIソーラン祭り」 2005年5月15日)
「おおきに。道端から…」 (同上)
- aki
「a song for you」 (「a song for you」 2005年11月30日)
- 川嶋あい
「大三角形」 (「サンキュー!」 2006年5月24日)
「グレープジュース」 (「大切な約束/もう1つの約束」 2006年10月11日)
- CHiYO
「明日ハ晴れ」 (「内心、Thank You」 2006年7月19日)
- 松原静香とかかし
「桶川ダンシング」 (「徒螺津駆尊愚〜トラックソング〜」 2006年11月22日)
- 諸星和己
「なぁ」 (「なぁ」 2007年1月17日)
- アイスクリー娘。
「デビュー!〜恋する角には福来る〜 (中国語Ver.)」 (「1st最高!」 2009年2月7日)[26]
「モーニングコーヒー (中国語Ver.)」 (同上)[26]
- リュ・シウォン
「愛する時間」 (「愛したい 君を 愛したい」 2011年3月16日)
- 清竜人
「CAN YOU SPEAK JAPANESE?」 (「MUSIC」 2012年5月9日)[27]
- なあ坊豆腐@那奈
「ズンズン夢計画」 (「クネクネ☆ブラボー!!」 2012年5月23日)
- 清竜人25
「鬼の目にもナ▽ミ▽ダ」 (「ABCじゃグッと来ない!!」 2015年2月18日)
「どうしようもないよ...」 (「PROPOSE」 2015年9月2日)
「逢いたいYO〜♪」 (「PROPOSE」 2015年9月2日)
- 土屋太鳳
「幸せのセレナーデ」（読売テレビ開局60年スペシャルドラマ「約束のステージ」メインテーマ曲 2019年2月22日）

### 映像作品
BGM
- モーニング娘。 「Memory〜青春の光〜1999.4.18」 (1999年6月30日)
「Never Forget」
「Memory 青春の光」
- ℃-ute 「Cutie Circuit 2007 〜MAGICAL CUTIE TOUR&9月10日は℃-uteの日〜」 (2007年11月21日)
「大きな愛でもてなして Strings Version」
- 岡井千聖 「Solo Live 2011 Vol.2 〜半蔵門で踊ってみた!!〜」 (2011年4月18日)
「Opening Theme」
「Ending Theme」
- 矢島舞美 「a foggy doll」 (2011年8月29日)
(ショパン「24の前奏曲作品28 第4番 ホ短調」) 曲名クレジット無し
- 矢島舞美 「Imagine classic」 (2011年11月11日)
「気分爽快」
「宇宙でLa Ta Ta」
「スイートホリック」
- 矢島舞美 & 鈴木愛理 「アコースティックライブ @横浜BLITZ 2012/03/03」 (2012年6月8日)
「桜チラリ」 [28]

### テレビ番組
- ガレージ (テレビ東京 1999年4月2日 - 2000年3月31日)
「バン・バン・バン」 (「ガレージ・オープニングソング集」 1999年7月23日) LH☆スターズとの共編曲
「シーサイド・バウンド」 (同上) LH☆スターズとの共編曲
「神様お願い」 (同上) LH☆スターズと共編曲
「好きさ好きさ好きさ」 (「ガレージ・オープニングソング集 2」 1999年10月27日)
「想い出の渚」 (同上)
「亜麻色の髪の乙女」 (「ガレージ・オープニングソング集 3」 2000年1月26日)
「トンネル天国」 (「ガレージ・オープニングソング集 4」 2000年4月19日)
「ブルー・シャトウ」 (同上)
- いないいないばあっ! (NHK 1996年 - )
「ふゆがやってきたーっ!」 (「いないいないばあっ! こんにちは!ったら ラッタンタン」 2008年2月20日)
「ブンブン ブキューン!」 (「いないいないばあっ! ブンブン ブキューン!」 2010年2月24日)
「はしって ダアー!」 (「いないいないばあっ! はしって ダアー!」 2011年2月23日)
「パチパチ パレードっ!」 (「いないいないばあっ! パチパチ パレードっ!」 2013年2月20日)
- つんつべ♂ (TOKYO MX 2011年7月1日 - )
「アイヤパパイヤ」 (「アイヤパパイヤ」 2012年4月13日)

### 映画
- 「東京★ざんすっ オリジナル･サウンドトラック」 (2001年1月24日) 東映 2001年公開
「記憶」
「すばる」
「約束」
「東日暮里五丁目」
「TOKYO DANCE (ピアノ・バージョン)」
「～らしい姿-Original Mix-」
「鮫島のテーマ」
「桜田のテーマ」
「見ておくれ!MY LOVERS (オーケストラ・バージョン)」
- 「仔犬ダンの物語 オリジナルサウンドトラック」 (2003年2月14日) 東映 2002年公開
「がんばっちゃえ! (Symphonic Version)」

### ミュージカル
- 「モーニング娘。『-LOVEセンチュリー〜夢はみなけりゃ始まらない-』〜オリジナルキャスト盤〜」 (2001年8月1日)
「だってのに やってられん!」
「DON'T STOP 人生」
「モー吉&にょろ太のテーマソング」
「大スクープ」
「ショーをやりましょう!」
「I LOVE NEW YORK CITY」
「いつか大空の下で」
「妹はもういない」
「LOVE センチュリー」
- 「モーニング娘。のミュージカル『モーニング・タウン』オリジナル・キャスト盤」 (2002年7月17日)
「なんとなくアルバイト」
「家は団子屋YEAH×3」
「好きか嫌いかセレナーデ」
- 「『けん&メリーのメリケン粉オンステージ!』オリジナルキャスト盤」 (2003年3月5日)
「恋のツイスト&笑っちゃいなタウン」
「プリーズ ドント クライ！(ミュージカルVersion)」
「A HARD AGE 日本!」
「I LOVE 先輩」
「クラっときちゃうな!」
「西田一家の歌」
「予感」
「HELP」
「ダダンダダン」
「好き」
「A HARD AGE 日本! (アンコールVersion)」
「プリーズ ドント クライ!」
「プリーズ ドント クライ! (オルゴールVersion)」
「好き (失恋Version)」
「サン・トワ・マミー (エンディングVersion)」
- 「ミュージカル 『草原の人』オリジナルキャスト盤」 (2003年3月5日)
「YOKOHAMA SING A SONG (Opening Version)」
「お出かけスカーレット」
「YOKOHAMA SING A SONG (Jazz Version)」
- 「安倍なつみ ミュージカル おかえり」 DVD (2004年5月19日)
(小西康陽・鶴由雄・湯浅公一との連名クレジット)
- 「後藤真希 主演ミュージカル サヨナラのLOVE SONG」 DVD (2004年5月26日)
(小西貴雄・鈴木Daichi秀行との連名クレジット)
- 「ミュージカル HELP!!熱っちぃ地球を冷ますんだっ。」 DVD (2004年8月25日)
(小西貴雄・鈴木俊介・ダンス☆マン・湯浅公一との連名クレジット)

### ゲーム
- 「リズム天国全曲集」[29][30] (2008年10月15日)
「かけだしアイドル (ドキッ!こういうのが恋なの?)」
「ボックスショー (恋のRung Rung パラダイス)」
「ケロケロダンス (明るいロケンロー)」
「スタッフクレジット (That's パラダイス)」
「ゲームセレクト2 (That's パラダイス/instrumental)」
「ボックスショーDX (恋のRung Rung パラダイス)」
「ケロケロSAX (明るいロケンロー/instrumental)」

- 「みんなのリズム天国全曲集」[30][31] (2011年8月24日)
「タンバリン」
「バッティングショー」
「愛のボッサレシーブ」
「タップスター」
「エビおんど」
「牧場 de Wデート」

### 校歌・社歌
- 大阪府立かわち野高等学校校歌 (2005年) 作詞：塩川正十郎 作曲：つんく
- 大阪バスグループ／東京バス株式会社社歌 「GO!東京バス GO!大阪バス」 (2012年) 作詞・作曲：つんく

## 楽曲参加

### 主な演奏参加作品
作曲及び編曲担当作は除外
- 南佳孝「どこか遠くへ」（1991年6月21日）
「MONTE CARLO SAMBA」 (Cho)
「虹の時代」 (Cho)
- 谷村有美「圧倒的に片想い」（1995年10月21日）
「あなたに出会えて」 (G)
- SPANK HAPPY「CHOCOLATE FORK SONG」（1995年12月25日）
「CHOCOLATE FORK SONG」 (G)[32]
- TAMTAM「もう一度逢いたくて」（1996年5月22日）
「もう一度逢いたくて」 (Syn, Prog)
- 鈴里真帆「もっと静かに」（1996年8月7日）
「もっと静かに」 (G, Key)
「DREAMER」 (G, Key)
「もっと静かに (Acoustic Version)」 (G, Key)
- TAMTAM「太陽になりたい」（1996年9月21日）
「太陽になりたい」 (Syn, Prog)
- Something ELse「悲しきノンフィクション」（1996年10月23日）
「悲しきノンフィクション」 (A. G, E. G, Prog)
- 鈴里真帆「FLOWER」（1996年12月23日）
「FLOWER」 (A. G, E. G, Key)
- Something ELse「days go by」（1997年3月12日）
「days go by」 (A. G, E. G, Prog)
「無口」 (A.G, Prog)
- 鈴里真帆「どうかしてる」（1997年5月21日）
「どうかしてる」 (A. G, E. G, Key)
- 鈴里真帆「do」（1997年6月21日）
「PACK BATH (do-mix)」 (A. G, Key)
「LOVE DANCE」 (Key)
「夜空」 (A. G, Key)
「SEA WIND」 (A. G, Key)
「LONG HARD CLIMB」 (A. G, Key)
「GO AHEAD」 (A. G, Key)
「終わらないLOVE SONG (ALBUM VERSION)」 (A. G, Key)
- Something ELse「風と行きたかった」（1997年10月8日）
「風と行きたかった」 (E. G)
- 平家みちよ「GET」（1997年11月5日）
「GET」 (A. G)
「プリペアー」 (A. G)
- モーニング娘。「モーニングコーヒー」（1998年1月28日）
「モーニングコーヒー」 (A. G, 12. G)
- 平家みちよ『Teenage Dream』（1998年3月25日）
「ひとりぐらし」 (A. G)
- Something ELse「レコード」（1998年6月17日）
「レコード」 (E. G)
- モーニング娘。『ファーストタイム』（1998年7月8日）
「夢の中」 (A. G)
- モーニング娘。『モーニング刑事。抱いてHOLD ON ME!』（1998年9月30日）
「ヨロシク!」 (G)
- Love Power Beauty「Din Don Dan」（1999年6月5日）
「Din Don Dan (1)」 (Prog, G)
- カントリー娘。「二人の北海道」（1999年7月23日）
「二人の北海道」 (G)
- シェキドル「心のフェロモン」（2000年11月1日）
「だってだって」 (E.G)
- つんく♂『A HARD DAY'S NIGHT つんくが完コピーやっちゃったヤァ!ヤァ!ヤァ! VOL.1』[33]（2000年12月6日）
「A Hard Day's Night」 (Rickenbaker 360-12 Guitar)
「Help!」 (Rickenbacker 325 Guitar)
「I Saw Her Standing There」 (Rickenbacker 325 Guitar)
「Please Please Me」 (Rickenbacker 325 Guitar)
「Twist and Shout」 (Rickenbacker 325 Guitar)
「She Loves You」 (Rickenbacker 325 Guitar)
「All My Loving」 (Rickenbacker 325 Guitar)
「I Should Have Known Better」 (Rickenbaker 360-12 Guitar)
「Can't Buy Me Love」 (Rickenbaker 360-12 Guitar)
「I Feel Fine」 (Gibson J-160E Acoustic Guitar)
「Yesterday」 (Gibson J-45 Acoustic Guitar)
「Mr.Moonlight」 (Rickenbacker 325 Guitar)
「I'll Follow The Sun」 (Gibson J-45 Acoustic Guitar)
「Eight Days A Week」 (Rickenbaker 360-12 Guitar)
「You've Got To Hide Your Love Away」 (Martin 12st Acoustic Guitar)
「I've Just Seen A Face」 (Martin 12st Acoustic Guitar)
- タンポポ「恋をしちゃいました!」（2001年2月21日）
「恋をしちゃいました!」 (G)
- メロン記念日「This is 運命」（2001年10月11日）
「This is 運命」 (Prog)
- 市井紗耶香 with 中澤裕子『FOLK SONGS』（2001年11月29日）
「この広い野原いっぱい」 (A. G)
「あの日にかえりたい」 (A. G)
「待つわ」 (G, Key, Prog)
「花と小父さん」 (A. G)
「秋止符」 (A. G)
- より子。「Aizenaha」（2002年3月27日）
「イロ」 (G, Prog)
- 『FOLK SONGS 2』（2002年5月16日）
「冬が来る前に」 (G)
「「いちご白書」をもう一度」 (G)
「オリビアを聴きながら」 (G)
「わかって下さい」 (G)
「ひだまりの詩」 (G)
- 市井紗耶香 in CUBIC-CROSS「失恋LOVEソング」（2002年7月17日）
「ずっとね」 (A. G)
- 『FS3 FOLK SONGS 3』（2002年10月23日）
「あなた」 (G, Cho)
「誰もいない海」 (G)
「風」 (G)
「さなえちゃん」 (G)
- 市井紗耶香 in CUBIC-CROSS「C:BOX」 （2002年11月20日）
「ごめんねダーリン」 (G, B)
「Hug & Kiss」 (G)
「be born」 (G)
- 『FS4 FOLK SONGS 4』（2003年5月21日）
「異邦人」 (A. G)
「22才の別れ」 (A. G)
- カントリー娘。に紺野と藤本（モーニング娘。）「先輩 〜LOVE AGAIN〜」（2003年11月12日）
「何が愛か分からないけど…」 (G)
- 『FS5 〜卒業〜』（2004年2月25日）
「いい日旅立ち」 (G)
「Best Friend」 (G)
「スカボロー・フェア」 (G)
- W『デュオU&U』（2004年6月2日）
「待つわ」 (A. G)
「好きよキャプテン」 (A. G)
- モーニング娘。『愛の第6感』（2004年12月8日）
「声」 (G)
- エコモニ。『プッチベスト5』（2004年12月22日）
「HELP!! 〜エコモニ。の熱っちぃ地球を冷ますんだっ。〜」 (A. G)
- 森真美「Plum red」（2005年1月24日）
「buleなkiss」 (A. G)
- 松浦亜弥『Naked Songs』（2006年11月29日）
「LOVE涙色」 (A. G)
「Don't know Why」 (A. G)
「砂を噛むように…NAMIDA」 (A. G)
- GAM『1st GAM 〜甘い誘惑〜』（2007年5月23日）
「イチャイチャ Summer」 (Cho)
- メロン記念日『メロンジュース』（2007年12月12日）
「ランチ」 (A. G)
「6月のサンシャイン」 (A. G)
「ドライブ」 (A. G)
「あくま de FAKE」 (A. G)
- モーニング娘。『COVER YOU』（2008年11月25日）
「ピンポンパン体操」 (A. G)
- 松浦亜弥『想いあふれて』（2009年1月21日）
「中央改札」 (G)
- Berryz工房「青春バスガイド」（2009年6月3日）
「青春バスガイド」 (E. G)
- モーニング娘。『⑩ MY ME』（2010年3月17日）
「雨の降らない星では愛せないだろう?（中国語Ver.）」 (A. G)
- 松浦亜弥『Click you Link me』（2010年11月24日）
「砂を噛むように…NAMIDA」 (A. G)
「dearest.」 (A. G)
「ひとり」 (A. G)
「みんなひとり」 (A. G)
- 松浦亜弥『Click you Link me』（2011年2月23日）アナログ盤
「想いあふれて」 (A. G)
- Juice=Juice「Wonderful World/Ça va ? Ça va ?」（2015年4月8日）
「Wonderful World」 (Additional Guitar, Prog, Cho)
- カントリー・ガールズ「わかっているのにごめんね/ためらい サマータイム」 (2015年8月5日)
「ためらい サマータイム」 (G)[34]

## プロデュース
共同プロデュース
- 森高千里 「ペパーランド」 (1992年11月18日) Produced by 瀬戸由紀男, Associate Producer 高橋諭一
- 森高千里 「TAIYO」 (1996年7月15日) Produced by 瀬戸由紀男, Co-Produced by 橋本慎 & 高橋諭一
- 森高千里 「PEACHBERRY」 (1997年7月16日) Produced by 瀬戸由紀男, Co-Produced by 橋本慎 & 高橋諭一
- 鈴里真帆 「do」 (1997年6月21日) Produced by 橋本慎, Co-Produced by 高橋諭一

## エンジニアリング
- Nyle 「RIVER」 (2002年3月27日) 
Engineers：高橋諭一, 松井和美(LOAFER'S HOUSE)
- 森高千里 「YouTube公開収録 & Live at Yokohama BLITZ」 (2013年3月30日) 
Trackdown Engineer：高橋諭一
- 森高千里 「森高ランド・ツアー 1990年3月3日 at NHKホール」 (2013年9月18日)
Audio Mixed by 高橋諭一
- 森高千里 「LOVE」 Vol.1 - Vol.10 (2013年12月4日 - 2017年12月13日)
Recording Engineers：高橋諭一, 瀬戸由紀男, 宮地修平, 松井和美(Vol.1-Vol.4のみ)
Mixing Engineers：高橋諭一, 瀬戸由紀男
Mastered by 高橋諭一
- V.A.「LINDBERG TRIBUTE〜みんなのリンドバーグ〜」 (2014年7月23日)
森高千里「BELIEVE IN LOVE」 エンジニア：瀬戸由紀男, 高橋諭一
- 森高千里 「古今東西〜鬼が出るか蛇が出るかツアー'91〜完全版」 (2014年9月17日)
Audio Mixed by 高橋諭一
- 森高千里 「1990年の森高千里」 (2015年05月27日) 
Audio Mixed by 高橋諭一 (Disc 1、Disc 3のミキシングを担当)

## ライブ出演
ソロライブ・合同ライブ
( ? - 1991年頃まで)
ライブサポート
- 村下孝蔵 ( ? -1992年 / Cho)
- より子。 (2001 - 2003年 / G)
- 矢島舞美 (2012年 / G, Cho)[37]
- 森高千里 (2012年 - / G, Key, Cho, Arr) ※バンマス

DVD・CD
- 「Hello! days Vol.7」 DVD (2006年10月26日)
  - 1曲 (A.G) - Vo.松浦亜弥
- ℃-ute イベントV 「君は自転車 私は電車で帰宅」 DVD (2012年5月12日)
  - 1曲 (A.G, Cho) - Vo.矢島舞美 & 鈴木愛理
- 矢島舞美 & 鈴木愛理 「アコースティックライブ @横浜BLITZ 2012/03/03」 DVD (2012年6月8日)
  - 13曲 (A.G, Cho) - リハーサル映像・バックステージ映像も併録。
- 森高千里 「YouTube公開収録 & Live at Yokohama BLITZ」 DVD+CD (2013年3月30日)
  - 12曲 (G, Key, Cho) - Live at Yokohama BLITZ(CD)のみ参加。2012年収録。
- 森高千里 「CHISATO MORITAKA 『LOVE Vol. 11』 SPECIAL DVD」 DVD (2018年) ※非売品
  - 12曲 (G, Key, Cho) - Live at Yokohama BLITZのみ参加。2012年収録。

## その他の出演
- プロモーションビデオ 森高千里 「だいて (ラスベガス・ヴァージョン)」 (1989年9月)
- プロモーションビデオ カントリー娘。 「雪景色」 (1999年11月)
- MUSIX! (テレビ東京 2002年4月9日) ギター講師として

## 雑誌・書籍
- 月刊カドカワ 1994年9月号 (角川書店 1994年8月5日) - 森高千里のアルバム「見て」解説
- ハロー!プロジェクト大百科 (メディアファクトリー 2004年2月4日) - スタッフインタビュー
- CDジャーナル 2012年7月号 (音楽出版社 2012年6月20日) - アレンジャーインタビュー
- HELLO! PROJECT COMPLETE SINGLE BOOK (音楽出版社 2013年11月8日) - アレンジャーインタビュー[38]